# Leliegracht

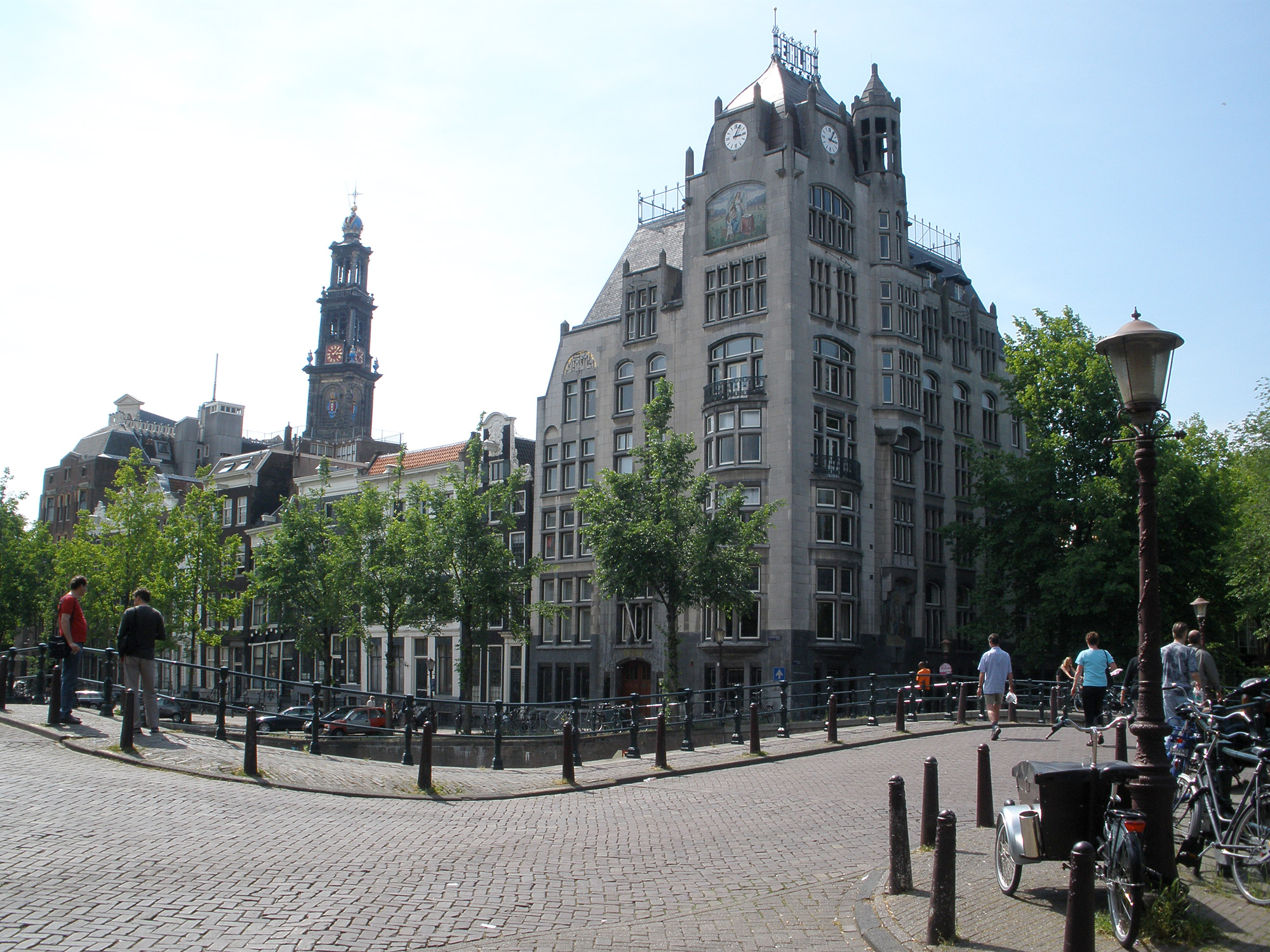
Gebouw 'Astoria' op de hoek van de Leliegracht en de Keizersgracht.

De Leliegracht is een Amsterdamse gracht tussen de Herengracht (nr. 148 en 169) en de Prinsengracht (nr. 124 en 241). De gracht ligt binnen de grachtengordel (west) in stadsdeel Amsterdam-Centrum.

## Geschiedenis
De gracht ontstond toen vanaf 1612 vanuit de Brouwersgracht de grachtengordel in zuidelijke richting werd gegraven. Aan de kant van de Prinsengracht zijn de restanten van een sluis te herkennen. Die sluis was nodig omdat het water van de Prinsengracht (samen met de rest van de Jordaangrachten) op polderniveau bleef, terwijl het niveau van het water in de Leliegracht, Keizersgracht en Herengracht op het hogere stadsniveau lag.

## Architectuur en gebouwen
- Het gebouw 'Astoria' op de hoek van de Leliegracht en de Keizersgracht is een voorbeeld van art-nouveau-architectuur. Het werd in 1905 gebouwd in opdracht van de 'Eerste Hollandse Levensverzekerings-Bank' naar ontwerpen van de architecten Gerrit van Arkel en H.H. Baanders.
- Leliegracht 9-11 is een typisch voorbeeld van een 'tweelingpand', met een klokgevel in de Lodewijk XV-stijl. Hoewel het een tweelingpand is, is het pand aan de Leliegracht 11 net iets breder.
- Leliegracht 41-43 (gebouwd rond 1725) is een tweelingpand met halsgevels in Lodewijk XIV-stijl.

Zie ook de lijst van rijksmonumenten aan de Leliegracht.

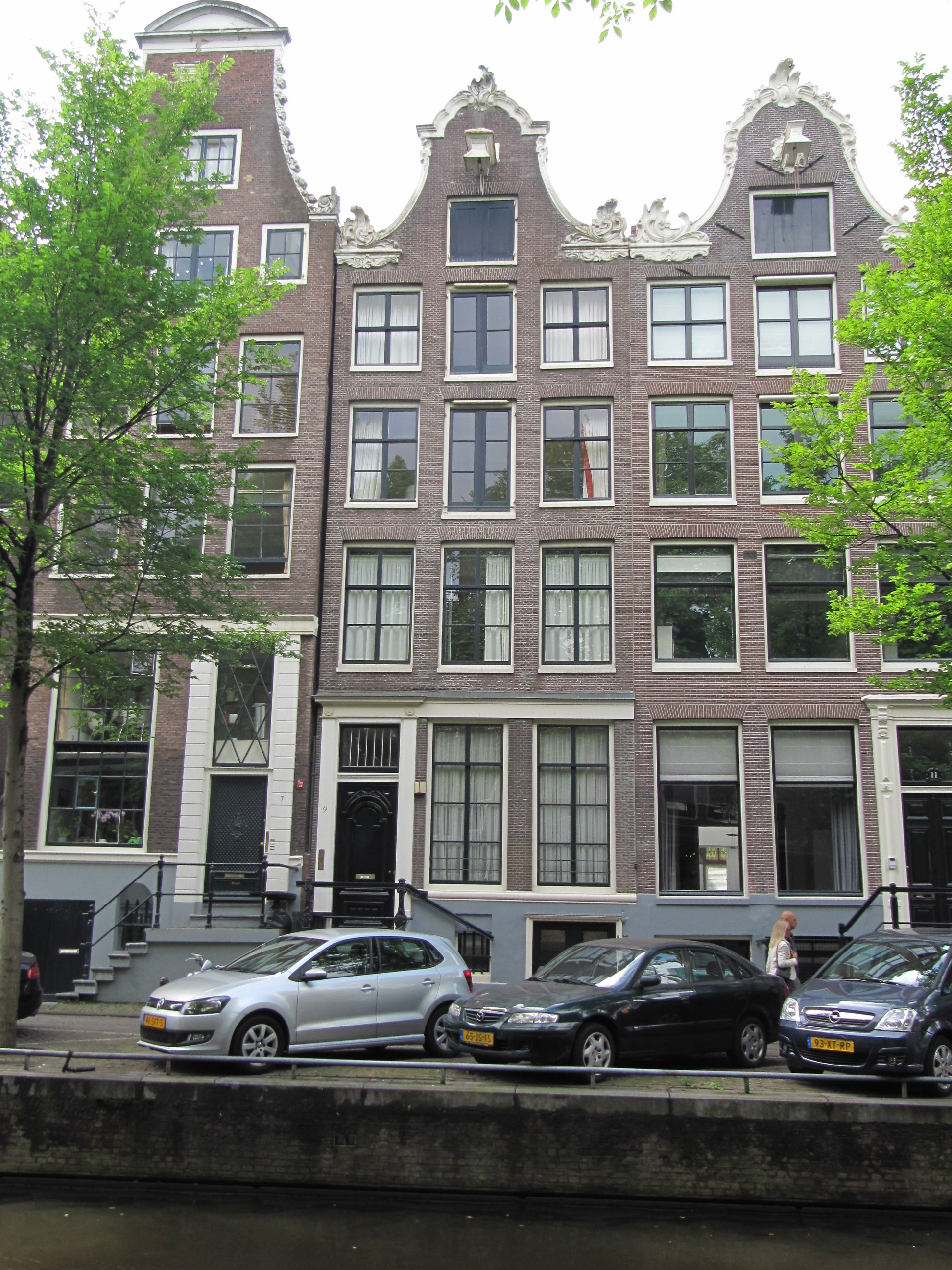
Panden nr. 9 en 11.
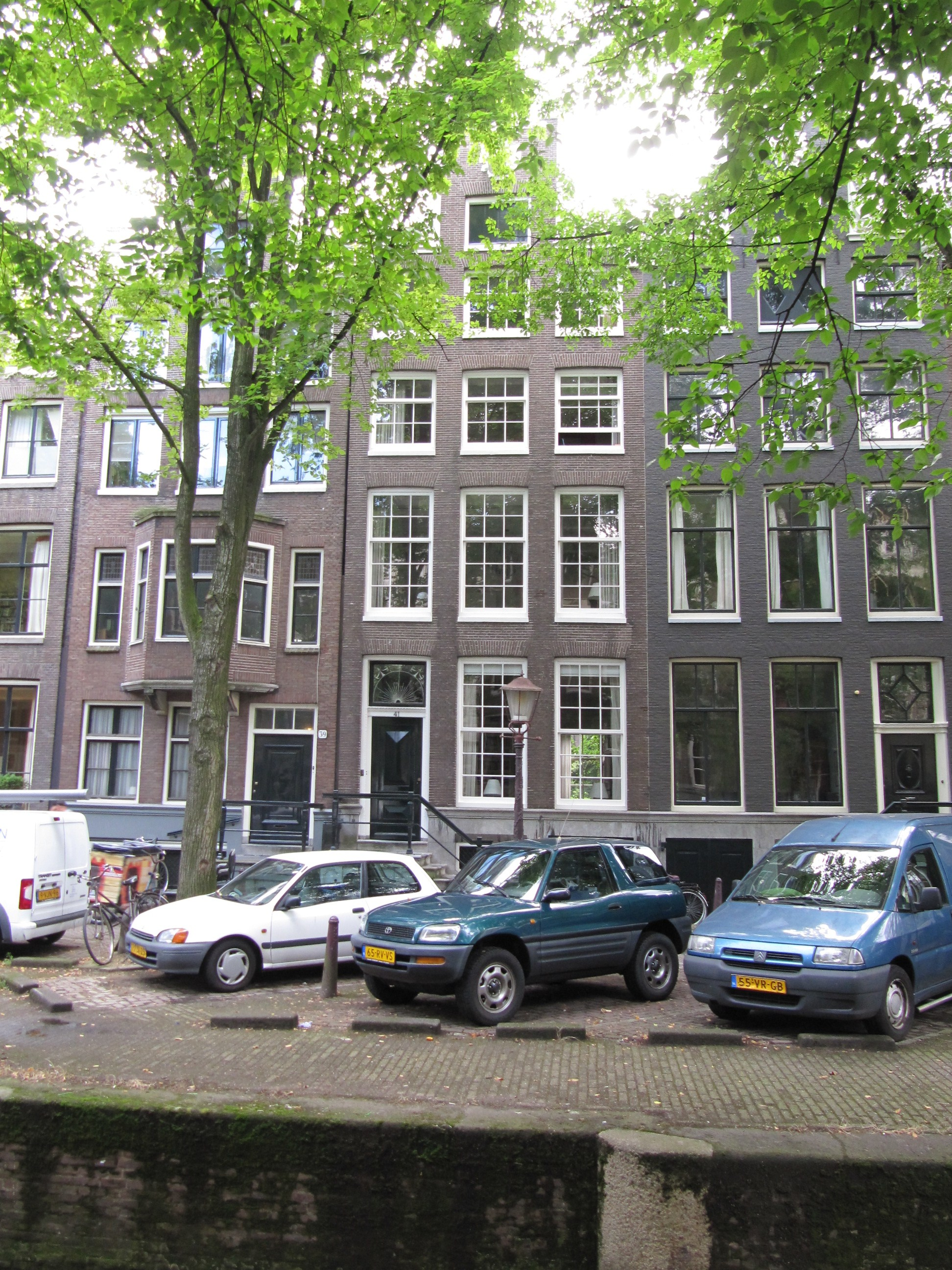
panden nr. 41 en 43.

## Bekende bewoners
- Jan Jacobsz. Hinlopen (1626-1666), lakenhandelaar, schepen en verzamelaar van schilderijen woonde met zijn broer Jacob voor lange tijd aan de Leliegracht, bijna op de hoek van de Keizersgracht.
- De schrijver Everhardus Johannes Potgieter woonde op Leliegracht 25, alwaar van hem een borstbeeld is te zien.

## Trivia

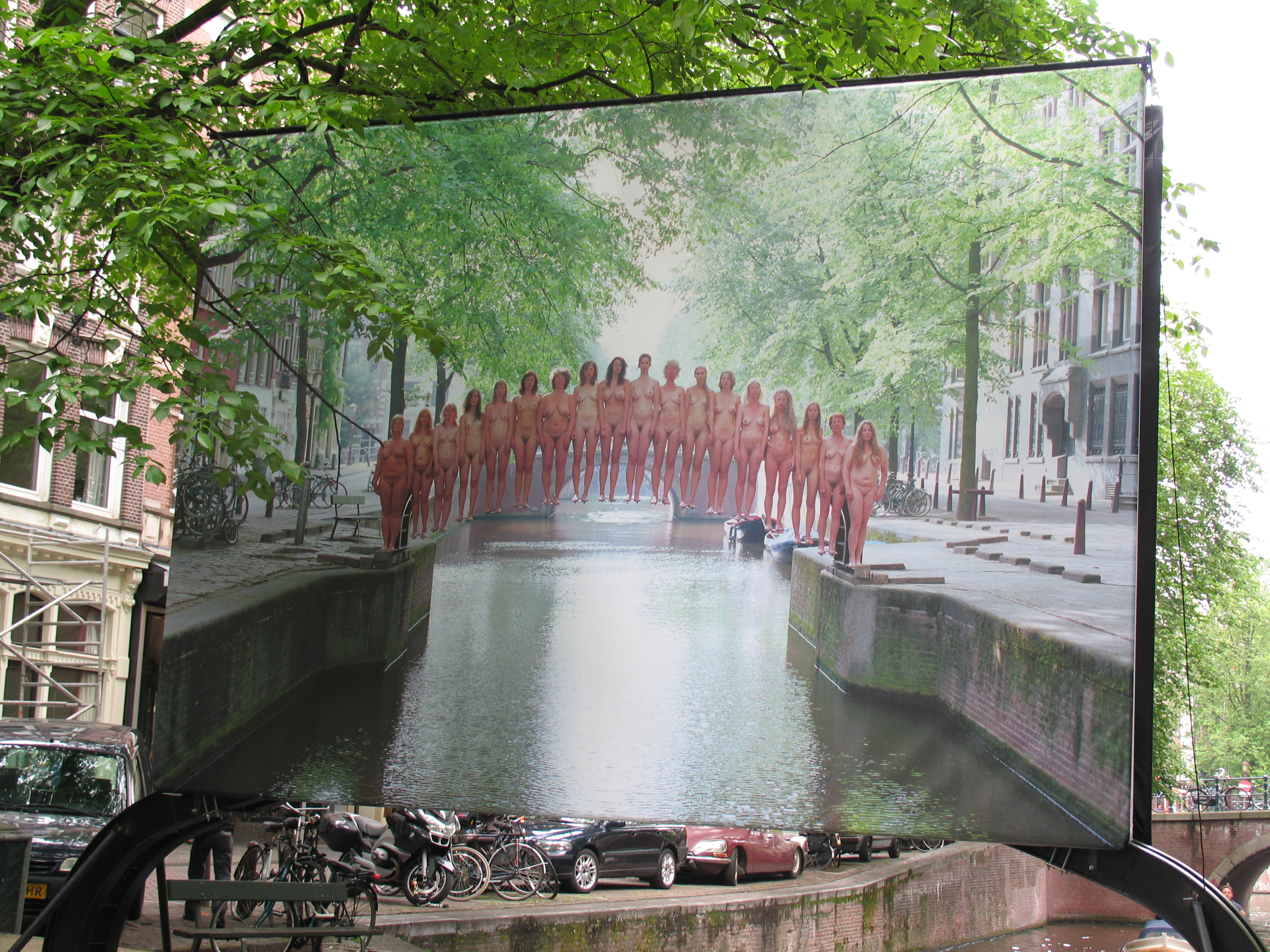
Spencer Tunick installatie in Amsterdam.

- Spencer Tunick (1967), Amerikaans beeldend kunstenaar realiseerde in 2007 een  installatie, die bestond uit het maken van foto-, video-, en filmopnames van een kleine groep naakte mannen en vrouwen op de Leliegracht.
- Op de hoek van de Prinsengracht en de Leliegracht lag tussen 1912 en 1960 een bioscooptheater dat aanvankelijk 'het Prinsentheater' en later 'de Nova' werd genoemd.

## Externe bron
- Monumenten en archeologie in Amsterdam - Tweelingen - amsterdam.nl